# Helena González Fernández
Helena González Fernández (Comesaña-Vigo, 1967) és professora titular de literatura gallega i directora del Centre Dona i Literatura a la Universitat de Barcelona. Les seves línies de recerca se centren en la crítica literària feminista, la cultura popular, la literatura gallega contemporània i les relacions culturals entre Galícia i Catalunya. Forma part del consell editorial de Lectora. Revista de Dones i Textualitat i col·labora com a crítica literària a la revista Grial. Entre els seus treballs recents destaquen Máxima audiencia. Cultura popular y género (amb Isabel Clúa; Icaria, 2011) o Género y nación. La construcción de un espacio literario (Icaria, 2009).